# Aysén del General Carlos Ibáñez del Campo
Aysén del General Carlos Ibáñez del Campo, of kortweg Aysén, ook gespeld als Aisén, is een van de zestien regio's van Chili en wordt ook wel de elfde regio genoemd (aangeduid met het Romeinse cijfer XI), met als hoofdstad Coyhaique. De regio telt 103.158 inwoners (2017) en grenst aan Los Lagos (X) in het noorden, Argentinië in het oosten, Magallanes y la Antártica Chilena (XII) in het zuiden en de Grote Oceaan in het westen.
In het begin kende men dit gebied onder de naam Aysén. In 1978 kregen de regio's in Chili een andere naam en een nummer. Deze regio kreeg de naam van Carlos Ibáñez del Campo, president van Chili in de periode 1927-1931 en de periode 1953-1958 en het nummer XI.
Het landschap van de regio wordt gemarkeerd door de vele gletsjers, die de vele meren, rivieren en fjorden gecreëerd hebben.

## Provincies
De regio Aysén bestaat uit vier provincies:
- Coyhaique
- Aysén
- Capitán Prat
- General Carrera

## Gemeenten
De regio Aysén bestaat uit tien gemeenten:
- Aysén
- Chile Chico
- Cisnes
- Cochrane
- Coyhaique
- Guaitecas
- Lago Verde
- O'Higgins
- Río Ibáñez
- Tortel